# Skaudvilė
Skaudvilė est une ville de Lituanie ayant en 2005 une population de 2 081 habitants.

## Histoire
Au cours de la Seconde Guerre mondiale, en août 1941, 300 juifs de la ville sont assassinés dans une exécution de masse perpétrée par un einsatzgruppen.Un monument est construit sur le site du massacre.